# Municipio de Edna (Iowa)
El municipio de Edna (en inglés: Edna Township) es un municipio ubicado en el condado de Cass en el estado estadounidense de Iowa. En el año 2010 tenía una población de 116 habitantes y una densidad poblacional de 1,29 personas por km².

## Geografía
El municipio de Edna se encuentra ubicado en las coordenadas 41°12′5″N 94°52′17″O / 41.20139, -94.87139. Según la Oficina del Censo de los Estados Unidos, el municipio tiene una superficie total de 89.58 km², de la cual 89,58 km² corresponden a tierra firme y (0 %) 0 km² es agua.

## Demografía
Según el censo de 2010, había 116 personas residiendo en el municipio de Edna. La densidad de población era de 1,29 hab./km². De los 116 habitantes, el municipio de Edna estaba compuesto por el 99,14 % blancos, el 0,86 % eran afroamericanos. Del total de la población el 0 % eran hispanos o latinos de cualquier raza.